# Каларипаятту

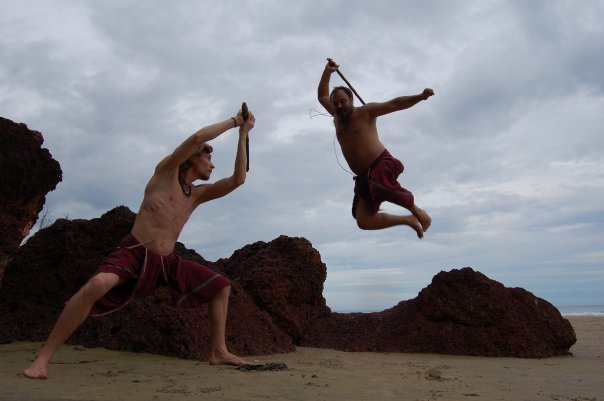

Каларипая́тту (малаял. കളരിപയറ്റ്) — традиционное для Южной Индии боевое искусство, возникшее на территории современных штатов Керала и Тамилнаду. Слово Каларипаятту состоит из двух частей: Калари означает священное место, паятту — бой. То есть каларипаятту — это бой в священном месте. Собственно на родине, в Индии, тренировки традиционно проводятся в специально построенных для этой цели храмах — храмах Калари. Эти храмы строятся согласно древней науке Васту-шастра.
Начинается обучение с освоения базовых техник, направленных на укрепление и развитие тела. Эти упражнения представляют собой базовые удары руками и ногами, прыжки, уходы от ударов. После освоения отдельных ударов изучают связки — двойные, тройные удары, комбинации нескольких техник в одном комплексе. Когда ученик полностью овладеет этой частью искусства, он приступает к парной работе без оружия. Это комплексы блоков и ответных ударов, направленные на отработку мгновенного реагирования и защиты. Обучение рукопашному бою делится на ряд этапов. В калари используются комплексы «Ади тада» — блокировка удара и встречное нападение, и «тады мура» — блокировка удара с захватом и обезвреживанием противника. «Тады мура» сложнее и опаснее, в ней используются знания о мармах, или точках жизни и смерти, и ученики должны быть очень осознанными, чтобы не покалечить друг друга во время обучения. Сначала отрабатывается 21 способ защиты от удара по голове, затем 21 способ защиты от удара кулаком и т. д. Всего насчитывают по 21 комплексу «Ади тады» и «Тады муры».
Из базовых ударов и техник движения складываются боевые связки. Их называют «Мэй адаву» и «чоду». Мэй адаву — это связка из ударов руками и ногами и прыжков, направленная на быструю атаку и продвижение вперед. Чоду также включает в себя прыжки и удары руками и ногами, но эта техника создана для ведения боя с несколькими противниками одновременно.
После освоения техник рукопашного боя приступают к изучению работы с оружием. Ашан (традиционно так называют учителя, мастера Каларипаятту) обучает этому только тех учеников, которых он считает достойными этого. Учитель должен убедиться в том, что его ученик никогда не использует свои навыки в дурных целях. Сначала изучают работу с деревянным оружием, этот этап называется Кольтари. В каларипаятту используют 10 различных видов деревянного оружия: мучан, пандиран, чираман, силамбам, курувади, мусалам, перумталлэ, отта, вадивища. Обучение каждому виду деревянного оружия включает от 12 до 24 адаву (уроков). Каждое адаву содержит 230—566 движений. Следующий этап — Анкатари, практика работы с традиционным металлическим оружием. Это такие виды оружия, как Удаваль (меч), Вальвади (Щит и меч), Кадатилла (двуручный тяжелый меч), Катара (нож), Вакатти (аруваль)- серп, оружие одной из устрашающих богинь индуизма — Бхадракали, Парашу (топор), Кунда паятт (копье). Один из самобытнейших видов стального оружия — Чурика, называемая также катар — древнее оружие, использовавшееся в Египте, Месопотамии. Чурига была описана в Махабхарате — древнем индийском эпосе. 12 уроков содержит около 300—450 движений. Ещё один интересный вид оружия — Уруми Вищаль, или ришти, гибкий меч. Работа с ним — одна из самых красивых и сложных практик. Подобно чуригам, традиция использования уруми сохранилась только в Калари Паятту. Древние арийцы обматывали этот гибкий меч вокруг талии, буквально опоясывались мечом, и снимали с пояса при необходимости. Длина уруми составляет от 2 до 6 метров. Используется гибкий меч при сражении одного человека с группой. Последний этап обучения — Верун кай тари, традиционная система обучения защиты и нападения со свободными руками. Включает в себя 250 основных элементов защиты и нападения, 160 захватов, блокировок, бросков, 64 уроков, обучающих способам ухода от нападения и марма ади— один из самых сложных, секретных уроков о 108 точках жизни и смерти в теле и способах воздействия на них.
Изучение каларипаятту включает также обязательное изучение джьотиша и аюрведы.
В XX веке Каларипаятту распространилось в Европе в связи с усилиями Анил Мачадо, а в Америке — Шива Реа.